# Битлђус
Битлђус (енгл. Beetlejuice) је америчка фантастична хорор-комедија  из 1988. године, режисера Тима Бертона, са Алеком Болдвином, Џином Дејвис, Виноном Рајдер, Катарином О’Харом, Џефријем Џоунсом и Мајклом Китоном у главним улогама. Радња филма прати брачни пар духова који на све начине покушавају да отерају несносне власнике куће у којој су они некада живели, а како не успевају у томе, за помоћ се обрате Битлђусу, духу који је специјалиста за протеривање људи из кућа.
Битлђус је премијерно објављен у америчким биоскопима 30. марта 1988. године, зарадивши 8,3 милиона долара током свог премијерног викенда. Укупна зарада од филма износила је 74,7 милиона долара, што га чини десетим филмом по заради на америчком тржишту из 1988. године, а такође и јако профитабилним у односу на буџет од 15 милиона долара.
Реакције публике и критичара биле су врло позитивне,  а филм је освојио неколико значајних награда, укључујући Оскара за најбољу шминку и фризуру, награду Сатурн за најбољи хорор филм године, награду Сатурн за најбољу споредну женску улогу за Силвију Сидни, награду Сатурн за најбољу шминку као и награду Националног удружења филмских критичара за најбољег глумца за Мајкла Китона.
Успех филма је такође довео до неколико видео игара и истоимене анимиране серије (на просторима бивше Југославије емитована под називом Бубимир, са синхронизацијом коју је радио ХРТ), која укупно садржи 4 сезоне, а емитовала се од 9. септембра 1989. године до 6. децембра 1991. године на ABC каналу (с тим што је последња сезона емитована на Fox-у).
Наставак, Битлђус Битлђус, премијерно је приказан 2024. године.

## Радња
У Винтер Риверу у Конектикату, Барбара и Адам Мејтленд одлучују да проведу одмор украшавајући свој идилични сеоски дом. Док се возе кући са путовања у град, Барбара скреће да би избегла да удари пса, а њихов аутомобил урања у реку. По повратку кући, она и Адам примећују да више немају одраз у огледалу.
Када Адам покуша да напусти кућу, он завршава у чудном и оностраном пустињском пејзажу насељеном огромним „пешчаним црвима”. Сусрет за њега траје само неколико секунди, али након што га Барбара спасе, каже да га није било два сата. Затим проналазе Приручник за недавно преминуле, који их наводи да схвате да су се удавили у реци и постали духови.
Кућа је продата, а нови власници, породица Диц, стижу из Њујорка. Чарлс Диц је бивши предузимач; његова друга жена, Делија, је вајарка и концептуална уметница; а његова ћерка из првог брака, тинејџерка Лидија, амбициозна је фотографкиња. Под вођством дизајнера ентеријера Ота, породица претвара кућу у новоталасно дело постмодерне уметности.
Пратећи Приручник, Мејтлендови путују у онострану чекаоницу насељену другим ожалошћеним душама, где откривају да је загробни живот структуиран према сложеној бирократији која укључује ваучере и социјалне раднике. Социјална радница Мејтлендових, Џуно, каже им да морају да остану у кући наредних 125 година под претњом страшне судбине. Ако желе да породица Диц напусти кућу, на њима је да их уплаше.
Адам и Барбара су невидљиви за Чарлса и Делију, али Лидија може да их види; она своју паранормалну интуицију приписује својој „чудној и необичној” природи. Против Џуниног савета, Мејтлендови контактирају Битлђуса, специјалисту за истеривање живих људи из кућа.
Битлђус убрзо увреди Мејтлендове својим грубим и морбидним понашањем. Размишљају о томе да га ангажују, али нису у стању да га зауставе када начини разарајућу штету породици Диц. Шарм малог града и натприродни догађаји инспиришу Чарлса да предложи свом шефу, Максију Дину, да трансформише град у туристичко место, али Макси жели доказ о духовима. Користећи Приручник за недавно преминуле, Ото предводи оно за шта мисли да је сеанса и призива Адама и Барбару, користећи њихову свадбену одећу, али њих двоје почињу да старе и пропадају, пошто је Ото несвесно извео егзорцизам.
Ужаснута, Лидија позива Битлђуса у помоћ, али он ће јој помоћи само ако се уда за њега; венчање са живом особом омогућила би Битлђусу да слободно изазива хаос у свету смртника. Битлђус спасава Мејтлендове, решава се Максија, Максијеве жене и Ота, и припрема венчање пред ужасним свештеником. Мејтлендови интервенишу пре него што се церемонија заврши, а Барбара јаше пешчаног црва кроз кућу, који прождире Битлђуса.
Породице Диц и Мејтленд се слажу да живе у хармонији у кући. Барбара и Адам стварају чвршћу везу са Лидијом, а она их убеђује да повремено ослободе своје сабласне моћи, укључујући поседнутост. Битлђус је заглављен у загробној чекаоници. Он краде карту са бројем од једног врачара, који му заузврат смањује главу.

## Улоге
| Глумац                      | Улога            |
| --------------------------- | ---------------- |
| Мајкл Китон                 | Битлђус          |
| Алек Болдвин                | Адам Мејтленд    |
| Џина Дејвис                 | Барбара Мејтленд |
| Винона Рајдер               | Лидија Диц       |
| Кетрин О’Хара               | Делија Диц       |
| Џефри Џонс                  | Чарлс Диц        |
| Глен Шадикс                 | Ото              |
| Силвија Сидни               | Џуно             |
| Роберт Гуле                 | Макси Дин        |
| Дик Кавет                   | Бернард          |
| Ени Макенро                 | Џејн Батерфилд   |
| Тони Кокс/Џек Ејнџел (глас) | проповедник      |
| Патрис Мартинез             | рецепционерка    |
| Хјуго Стангер               | стари Бил        |
| Морис Пејџ                  | Ерни             |